# Wybory parlamentarne w Słowenii w 2022 roku
Wybory parlamentarne w Słowenii w 2022 roku – wybory do Zgromadzenia Państwowego przeprowadzone 24 kwietnia.

## Informacje ogólne
Zgodnie z Konstytucją Republiki Słowenii wybory są powszechne, równe, bezpośrednie, zaś głosowanie tajne. 88 posłów jest wybieranych w wyborach proporcjonalnych i przy zachowaniu czteroprocentowego progu wyborczego. Jednocześnie dokonuje się wyboru dwóch przedstawicieli mniejszości narodowych – po jednym z mniejszości włoskiej i węgierskiej.

## Sytuacja na scenie politycznej przed wyborami
Według sondaży i komentatorów w walce wyborczej miały się przede wszystkim trzy ugrupowania: 
Słoweńska Partia Demokratyczna premiera Janeza Janšy, centrowa partia Roberta Goloba Ruch Wolności oraz centrolewicowa Koalicja Łuku Konstytucyjnego, w skład której wchodzą Socjaldemokraci, Lewica, Lista Marjana Šarca oraz Partia Alenki Bratušek. Wskazywano przy tym na szczególną rolę partii Roberta Goloba, który powrócił do polityki, objął przewodnictwo w Partii Zielonych Akcji oraz zmienił jej nazwę na Ruch Wolności. Wskazuje się, że wpisuje się ona w trend odświeżenia słoweńskiej sceny politycznej oraz, że ma zdolność koalicyjną, co stwarza możliwość współpracy z dotychczasową opozycją w celu odsunięcia od władzy partii rządzącej.
Komentatorzy podkreślali wyjątkowe okoliczności wyborów. Z jednej strony przytaczano wypowiedzi i działania premiera Janšy wskazujące na inspirację polityką Viktora Orbána, w tym m.in. krytyczne odnoszenie się do instytucji Unii Europejskiej czy też chęć wywierania nacisków na media. Z drugiej strony polityka rządu prowadzona w związku z rosyjską inwazją na Ukrainę polegająca na aktywnym wspieraniu m.in. europejskich aspiracji Ukrainy była pozytywnie odbierana w społeczeństwie słoweńskim - również wśród zwolenników partii opozycyjnych.

## Wyniki głosowania
Według sondaży exit poll w wyborach zwyciężyła partia Ruch Wolności z wynikiem 35,8%, zaś drugie miejsce zajęła rządząca do tej pory Słoweńska Partia Demokratyczna, którą poparło 22,5% głosujących. Kolejne miejsca zajęły: Nowa Słowenia (6,8%), Socjaldemokraci (6,6%) oraz Lewica (4,4%), a pozostałe ugrupowania nie przekroczyły progu wyborczego. Ostateczne wyniki były następujące:
- Ruch Wolności – 34,5% (41 mandatów);
- Słoweńska Partia Demokratyczna – 23,5% (27 mandatów);
- Nowa Słowenia – 6,8% (8 mandatów);
- Socjaldemokraci – 6,6% (7 mandatów);
- Lewica – 4,4% (5 mandatów).

Aż 28% głosów uzyskały partie, które nie przekroczyły progu wyborczego. Frekwencja wyniosła ponad 69%, czyli wyraźnie więcej niż w poprzednich wyborach, gdy było to 52%.